# ستيليوس بابافلوراتوس
ستيليوس بابافلوراتوس (باليونانية: Στέλιος Παπαφλωράτος)‏ ، من مواليد 27 يناير 1954 ، لاعب كرة قدم يوناني سابق.
لعب مع منتخب اليونان لكرة القدم.

## مسيرته الكروية
لعب ستيليوس بابافلوراتوس خلال مسيرته الاحترافية مع نادِ واحدٍ في عشرة مواسم ولم يسجل خلالها أي هدف ضمن 192 مباراة. ولم يفز بأي موسم بالكأس أو بالدوري.
خاض ستيليوس بابافلوراتوس مسيرته مع نادي أريس تسالونيكي في موسم 1972–73 ليلعب معه عشرة مواسم، مشاركًا في 192 مباراة ولم يسجل أي هدف.

## روابط خارجية
- ستيليوس بابافلوراتوس على موقع قاعدة بيانات كرة القدم.إي يو (الإنجليزية)
- ستيليوس بابافلوراتوس على موقع ناشيونال فوتبول تيمز (الإنجليزية)
- ستيليوس بابافلوراتوس على موقع عالم كرة القدم.نت (الإنجليزية)